# Сьвенте (Конінський повіт)
Сьвенте (пол. Święte) — село в Польщі, у гміні Крамськ Конінського повіту Великопольського воєводства.
Населення — 490 осіб (2011).
У 1975-1998 роках село належало до Конінського воєводства.

## Демографія
Демографічна структура станом на 31 березня 2011 року:
|          | Загалом | Допрацездатний вік | Працездатний вік | Постпрацездатний вік |
| -------- | ------- | ------------------ | ---------------- | -------------------- |
| Чоловіки | 240     | 53                 | 165              | 22                   |
| Жінки    | 250     | 57                 | 146              | 47                   |
| Разом    | 490     | 110                | 311              | 69                   |